# Chironomus triseta
Chironomus triseta är en tvåvingeart som beskrevs av August Friedrich Thienemann och Jean-Jacques Kieffer 1916. Chironomus triseta ingår i släktet Chironomus och familjen fjädermyggor.
Artens utbredningsområde är Sverige. Inga underarter finns listade i Catalogue of Life.